# Єлизавета Великобританська (1770—1840)
Єлизавета Великобританська (англ. Elizabeth of the United Kingdom), також Єлизавета Ганноверська (англ. Elizabeth of Hanover; 22 травня 1770 — 10 січня 1840) — британська принцеса з Ганноверської династії, донька короля Великої Британії та Ганноверу Георга III та принцеси Мекленбург-Штреліцької Шарлотти, дружина ландграфа Гессен-Гомбургу Фрідріха VI.
Художниця, дизайнерка, колекціонерка мистецтва. Авторка біографії Софії Доротеї Целльскої.

## Біографія

### Життя у Великій Британії
Народилась 22 травня 1770 року у Букінгемському палаці в Лондоні сьомою дитиною та третьою донькою в родині короля Великої Британії та Ганноверу Георга III та його дружини Шарлотти Мекленбург-Штреліцької. Охрестив новонароджену 17 червня 1770 року у залі палацу Святого Якова архиєпископ Кентерберійський Фредерік Корнуолліс. Хрещеними батьками стали спадкоємний принц Гессен-Кассельський, Кароліна Оранж-Нассауська та кронпринцеса Швеції. Всі вони були представлені довіреними особами.
Мала старших сестер Шарлотту й Августу Софію та братів Георга, Фредеріка, Вільяма й Едварда. Згодом сімейство поповнилося вісьмома молодшими дітьми, але Єлизавета залишилась материною улюбленицею.
Вихованням принцеси, як і інших дітей, займалася леді Шарлотта Фінч. Єлизавета більшу частину часу проводила з батьками та сестрами. Найближчими до неї були сестра Августа Софія та брат Едвард. В дитинстві була живою, кмітливою і надзвичайно вродливою.

Була відома оптимізмом, добре розвиненим почуттям гумору, жартами та дотепністю. Мала відкритий і прямо1782лінійний характер, не любила надмірну «ввічливість». Хоча вона прагнула шлюбу, однак була сповнена рішучості насолоджуватися життям, досліджуючи та розвиваючи свої різноманітні інтереси та захоплення. Була талановитою художницею, випустила кілька книг із власними гравюрами для різних благодійних організацій. Поділяла інтереси батька щодо сільського господарства, керувала власною зразковою фермою в орендованому котеджі у Старому Віндзорі й ласувала плодами свого саду, яйцями, молоком і маслом власної худоби. Родина Єлизавети дражнила її за пристрасть до смачної їжі та напоїв, в той час як принцеса була дуже чутливою до критики своєї ваги.

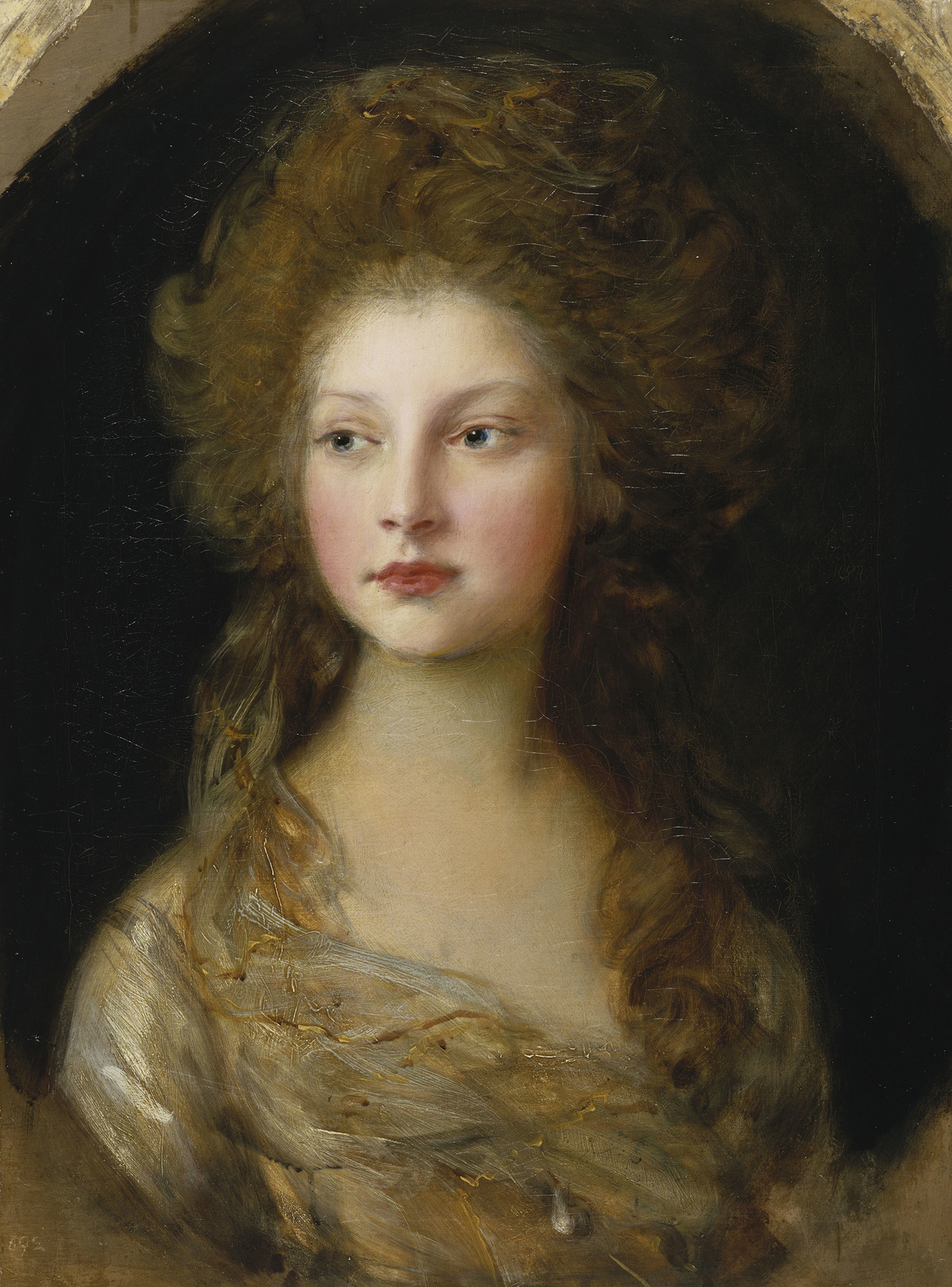
На портреті Томаса Гейнсборо, вересень, Королівська колекція

Існують відомості, що Єлизавета взяла таємний шлюб із Джорджем Рамусом і у 1788 році народила доньку Елізу, яка начебто виховувалася у дядька. Рамус помер у 1808 році. Також допускалася ймовірність романтичних стосунків принцеси з Аллейном Фіцгербертом, 1-м бароном Сент-Хеленс, наближеним її батька з 1804 року.
У 1808 році неохоче відхилила шлюбну пропозицію від герцога Орлеанського у вигнанні через супротив матері та релігію потенційного нареченого. Від 1812 року мешкала у Старому Віндзорі. Принцесі був призначений пенсіон у розмірі двох тисяч фунтів на рік, проте цих коштів їй не вистачало, оскільки Єлизавета, за власним визнанням, була поганою економісткою. Сума протягом наступних кілька років, починаючи з 1817 року, збільшилася у кілька разів.
У 1814 році на балу познайомилася з принцом Гессен-Гомбурзьким, якого дуже вподобала. Протягом двох років регулярно листувалася з ним. Через певний час отримала від нього шлюбну пропозицію. Хоча матір все ще не бажала розлучатися з донькою, Єлизавета, підтримана сестрами, наполягла на своїй згоді. 17 лютого 1818 року відбулися заручини.

### Шлюб

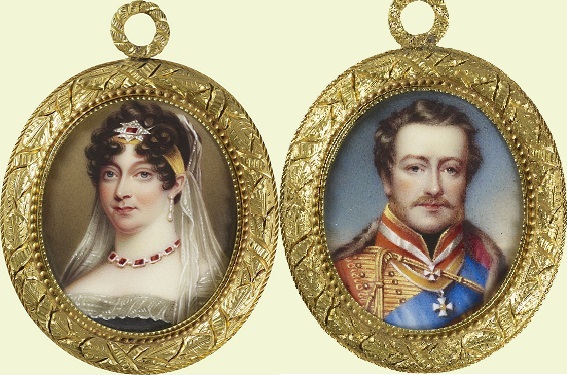
Подвійний портрет подружжя

У 47 років взяла шлюб із 48-річним принцом Гессен-Гомбурзьким Фрідріхом, старшим сином правлячого ландграфа. Весілля відбулося 7 квітня 1818 року у Букінгемському палаці. Посаг нареченої становив 40 000 талерів, щорічне утримання надалі мало становити 13 000 фунтів на рік. Під час перебування молодят у Лондоні їм виділили апартаменти у палаці Святого Якова. 3 червня подружжя вирушило до Німеччини.
Хоча це не був цілковитий шлюб через кохання, протягом медового місяця Фрідріх зауважив, що відчуває себе щасливим і задоволеним у присутності дружини. Єлизавета знайшла чоловіка розумним, щедрим і ніжним. Союз змальовували щасливим, хоч він і залишився бездітним. Перші роки пара мешкала у Франкфурті.
20 січня 1820 року чоловік успадкував від батька ландграфство Гессен-Гомбург. Сама вона стала ландграфинею-консортом. Згідно з домовленістю з чоловіком, виділяла зі свого утримання шість тисяч фунтів на рік на оздоровлення економіки держави.
Продовжувала захоплюватися образотворчим мистецтвом, зібрала велику бібліотеку. Турбувалася про відновлення палаців у Гомбурзі та Мейзенхаймі, піклувалася про бідних. Купувала насіння та саджанці з Великобританії та стежила за їх урожаєм у Гомбурзьких ландграфських садах. За її ініціативою у 1823 році у столиці був зведений Готичний будинок.
Чоловік раптово помер у квітні 1829 року. Після його смерті ландграфиня жила поперемінно зі своїм невеликим двором у Гомбурзі, у Франкфурті у будинку на Гросі Ешенхаймерштрассе/Цайль, Лондоні та при дворі свого брата Адольфа Фрідріха в Ганновері.
Померла у 69-річному віці 10 січня 1840 року у Франкфурті. Була похована у родинній крипті Гомбурзького замку.

## Нагороди
- Великий хрест ордену Святої Катерини (Російська імперія) (1 листопада 1821).